# Edifici Francisco Sancho
L'edifici Francisco Sancho està situat en la Gran Via Marquès del Turia número 1 xamfrà amb carrer Russafa número 29 de la ciutat de València (Espanya). Es tracta d'una edificació residencial d'estil modernista valencià construïda l'any 1907.

## Edifici
Va ser construït per l'arquitecte valencià Vicente Rodríguez Martín en 1907. Encara que tradicionalment se li ha atribuït a l'arquitecte Demetrio Ribes o fins i tot al mestre d'obres Francisco Almenar, la veritat és que l'única documentació existent sobre aquest tema és la llicència d'obres datada el 25 de febrer de 1907 i signada pel mateix Vicente Rodríguez Martín. L'edifici es va finalitzar en 1909.
En un clar exemple de la influència d'Otto Wagner i el corrent modernista vienesa Sezession en el modernisme valencià.
Consta de planta baixa i quatre altures. En la seva façana destaca la seva rica ornamentació floral, típicament modernista i el minuciós treball de ferreria en les balconades i finestrals acabats en ferro forjat. En la quarta altura destaca un finestral tripartit.